# UWC México 28
UWC México 28: Luna vs. Benitez fue un evento de artes marciales mixtas producido por Ultimate Warrior Challenge México, que se llevó a cabo el 13 de agosto de 2021 en el Entram Gym de Tijuana, Baja California, México.